# 마크 맥고원

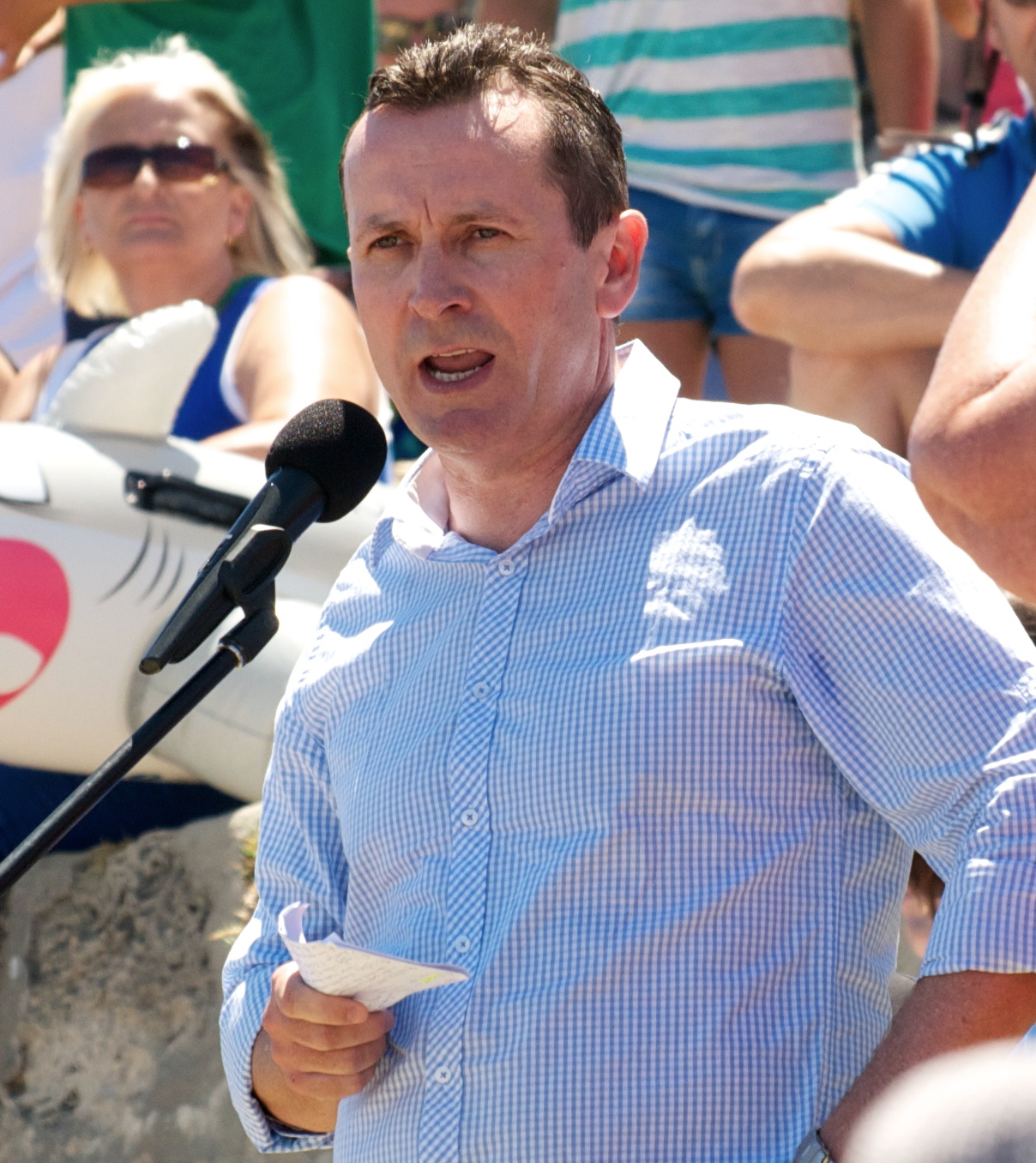

마크 맥고원(영어: Mark McGowan, 1967년 7월 13일~)은 오스트레일리아의 정치인이다. 정계에 입문하기 전에는 해군으로 복무하였다. 제대 후 로킹엄 시의원과 부시장을 지내다가 웨스턴오스트레일리아 주의회 선거에 출마해 당선되었다. 2012년에 주 노동당 대표에 올라 주의회 선거를 지휘했으나 패배하였다. 이후로도 노동당 대표를 계속 지내다가 2017년 선거에서 승리해 웨스턴오스트레일리아 주총리에 취임하였다.